# ماضيه ما قبل التاريخ
ماضيه ما قبل التاريخ (بالإنجليزية: His Prehistoric Past)، يعرف أيضا (تشارلي ما قبل التاريخ)، وهو فيلم كوميدي أمريكي صامت من عام 1914، بطولة وإخراج تشارلي تشابلن تم إنتاجه في استوديوهات كيستون.

## طاقم التمثيل
- تشارلي تشابلن
- ماك سوين
- فريتز شاد
- سيسيل أرنولد
- آل سانت جون
- سيدني تشابلن
- جين مارش

## وصلات خارجية
- ماضيه ما قبل التاريخ على موقع IMDb (الإنجليزية)
- ماضيه ما قبل التاريخ على موقع روتن توميتوز (الإنجليزية)
- ماضيه ما قبل التاريخ على موقع قاعدة بيانات الأفلام العربية
- ماضيه ما قبل التاريخ على موقع ألو سيني (الفرنسية)
- ماضيه ما قبل التاريخ على موقع أول موفي (الإنجليزية)
- ماضيه ما قبل التاريخ على موقع فيلمافينيتي (الإسبانية)
- ماضيه ما قبل التاريخ على موقع قاعدة بيانات الأفلام السويدية (السويدية)
- ماضيه ما قبل التاريخ على موقع قاعدة بيانات الفيلم (الإنجليزية)
- ماضيه ما قبل التاريخ على موقع ليتربوكسد (الإنجليزية)
- ماضيه ما قبل التاريخ على موقع كينوبويسك (الروسية)
- ماضيه ما قبل التاريخ متوفر للتحميل المجاني على أرشيف الإنترنت
- His Prehistoric Past on يوتيوب